# 武仙座多功能雷达
武仙座多功能雷达（Herakles）是由法国泰雷兹集团生产的一种无源电子扫描阵列多功能雷达。它安装在法國海軍的阿基坦級巡防艦和新加坡共和國海軍的可畏級巡防艦上。
它可以跟踪 400 个空中和水面目标，并能够在一次扫描中实现自动目标检测、确认和跟踪启动，同时为从舰上发射的Aster导弹提供中段制导功能。 
- 法國海軍亞爾薩斯號（英语：French frigate Alsace）（D656）驶出路易港港口，舰桥上方上层建筑顶部的旋转金字塔结构是仙武座雷达的天线。
- 洛里昂港内的法國海軍普羅旺斯號（英语：French frigate Provence）（D652），舰桥上方可见仙武座雷达。
- 新加坡共和国海军可畏號（英语：RSS Formidable）（68），舰桥上方可见仙武座雷达。